# Allolabus simplex
Allolabus simplex es una especie de coleóptero de la familia Attelabidae.

## Distribución geográfica
Habita en Vietnam.